# Cardiovascular Drugs and Therapy
Cardiovascular Drugs and Therapy is een internationaal peer-reviewed wetenschappelijk tijdschrift op het gebied van de cardiologie en de farmacologie. De naam wordt in literatuurverwijzingen meestal afgekort tot Cardiovasc. Drugs Ther.
Het wordt uitgegeven door Springer Science+Business Media.